# (533) Sara
(532) Sara es un asteroide perteneciente al cinturón de asteroides descubierto el 19 de abril de 1904 por Raymond Smith Dugan desde el observatorio de Heidelberg-Königstuhl, Alemania.
Está nombrado en honor de una amiga del descubridor.